# Slovenj Gradec
Slovenj Gradec este un oraș din comuna Slovenj Gradec, Slovenia, cu o populație de 7.712 locuitori.